# Logis-donjon
Avant l'an 1000, la notion de château fort n'existe pas. Les constructions seigneuriales fortifiées sont en bois, de petite taille et le plus souvent situées au sommet d'une motte artificielle.
Vers 990, le château d'Ivry-la-Bataille (Eure), l'une des constructions médiévales les plus anciennes en pierres, est alors une tour résidence comme en témoignent les jours situés au niveau du rez-de-chaussée. Son utilisation en tant qu'élément défensif, à une date non encore connue, forcera l'architecte de cette époque, à emmoter la tour d'origine jusqu'au niveau du premier étage de l'ancien logis devenant donjon. Enfin, sur ce remblai rapporté, sera construite une enceinte sur laquelle viendront se rajouter des tours flanquantes en fer à cheval ainsi que le châtelet d'entrée.
Le château de Loches est construit sur le principe d'une tour défensive ou donjon, servant également d'habitation. Cette tour fut construite à la fin du Xe siècle par les Comtes d'Anjou. Elle est de forme quadrangulaire et haute de 36 mètres.